# Vestric e Candiac
Vestric e Candiac (en francès Vestric-et-Candiac) és un municipi francès situat al departament del Gard i a la regió d'Occitània.